# キャサリン・スティンソン

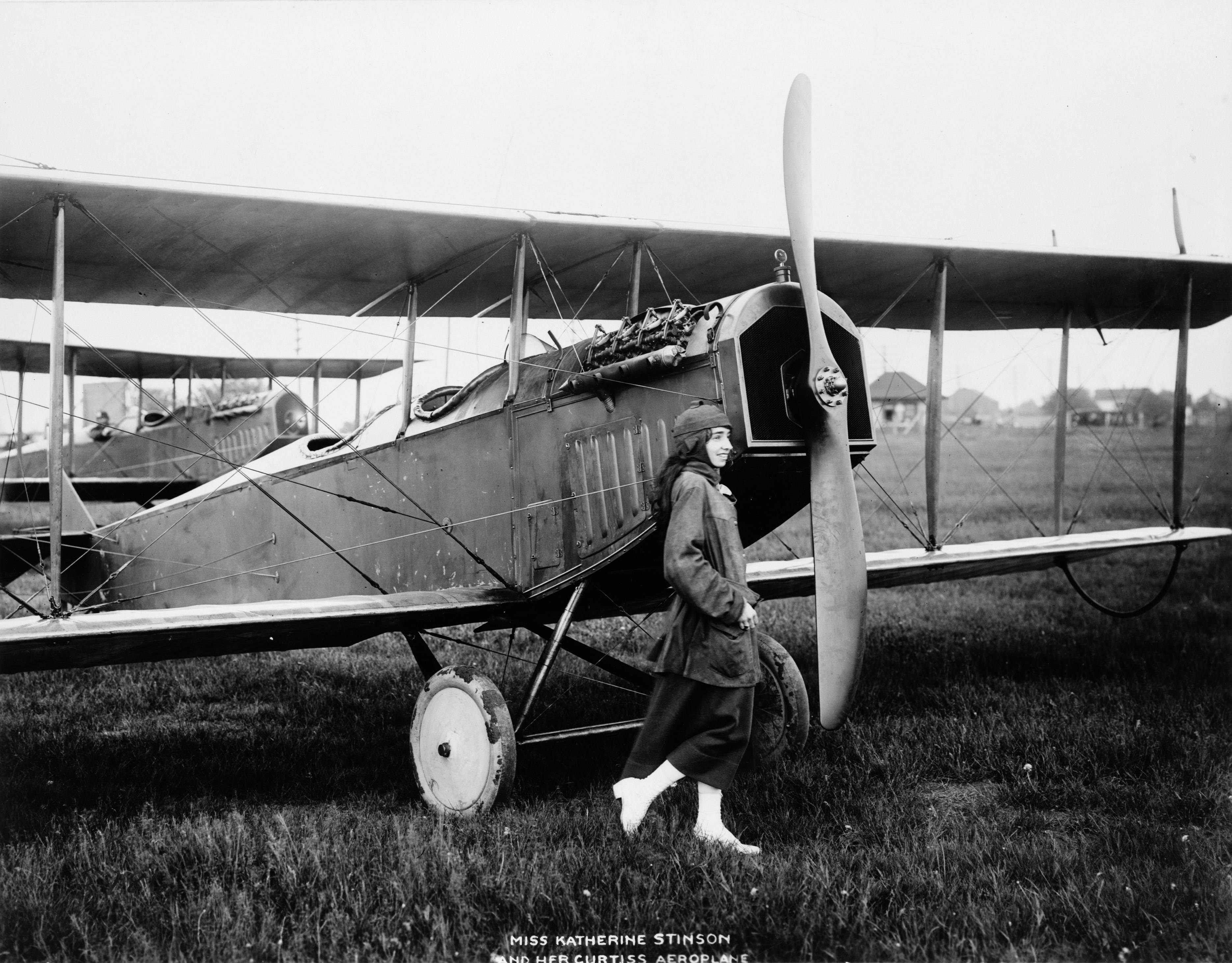
カーチス機とキャサリン・スティンソン

キャサリン・スティンソン（Katherine Stinson 、1891年2月14日 - 1977年7月8日）は、アメリカ合衆国のパイロット、建築家。宙返り飛行を行なった最初の女性パイロットである。来日した頃はカザリン・スチンソンと表記されていた。

## 略歴
1891年、アラバマ州フォート・ペインで4人兄弟の長女としてチェロキー族の血を引いて生まれた。キャサリンが13歳の時に両親が離婚してからは母親の下で過ごした。ピアノを好んだキャサリンは音楽家になることを考え、音楽の本場であるヨーロッパで学ぶことを目指していた。20歳の頃にカンザス州で当時は稀であった熱気球に乗る機会を得た。このことが契機となって、学費や渡航費を稼ぐためにパイロットとなることを思い立ち、飛行機免許を取ることを決心した。1912年1月にマックス・ライルの飛行学校の門を叩いた。当初ライルは女性に教えることを断ったが、キャサリンは飛行士に対する熱意と優れた技術を見せて、4時間の練習の後に単独飛行を行なった。同年7月24日、アメリカ合衆国で女性としては4番目の飛行ライセンスを得た。彼女は飛行機に魅力を覚えたため飛行士に専念し、音楽家になることは断念した。展示飛行会では彼女は"Flying Schoolgirl."と称された。

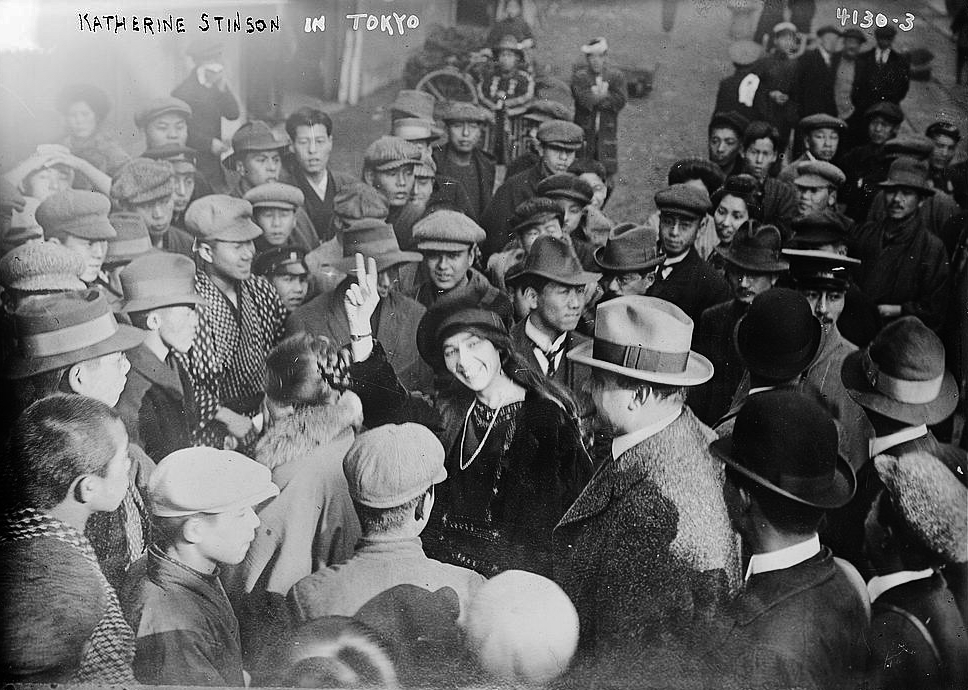
東京で群衆に取り巻かれるスティンソン

飛行ライセンスを得た後、飛行に適した気候のテキサス州サンアントニオに移り、女性として9番目のライセンスを得た妹のマージョリーと飛行学校を開いた。弟のエディはメカニックとなり、同じく弟のジャックも操縦を学んだ。1917年に第一次世界大戦の勃発により飛行学校は解散したが、エディは航空機会社スティンソン・エアクラフトを運営するようになった。
1915年7月18日、シカゴのシセロ飛行場で宙返り飛行を行った最初の女性飛行士となった。日本の興行師の櫛引弓人の招きにより翌年末に来日して、日本での興行飛行にも参加し、続いて中華民国でも興行飛行を行い、美貌の女流飛行家として人気を博した。彼女の飛行に感銘を受けた与謝野晶子は『女学世界』大正6年（1917年）1月号に「ス嬢の自由飛行を観て」を寄稿して、新たな時代の自由な女性像として彼女を賞賛している。
第一次世界大戦中はアメリカ空軍にパイロットを志願するも女性を理由として拒否された。止む無くキャサリンはカーチスJN-4ジェニーやその単座型のカーチス スティンソン・スペシャルで飛び、アメリカ赤十字の資金集めのための興行飛行を行なった。ヨーロッパでは赤十字の救急車の運転手も務めている。また、キャサリンはアメリカ合衆国での郵便飛行を行なった最初の女性飛行士の1人となった。カナダでの飛行では、カナダの飛行距離と飛行時間の記録を残した。1920年に結核のため飛行士から引退した。キャサリンは飛行した8年間に500回ほど宙返りを演じ、1度も失敗することはなかった。彼女の操縦した飛行機はピッチの制御とロールの制御を別々のレバーで行うライト式の操縦方法であったことは特筆に値する。
パイロットからの引退後はニューメキシコ州サンタフェで暮らし、建築学を学んで建築家として働いた。キャサリンは全米の住宅デザイン協議会から授賞されるなど建築家としても評価された。1928年に同州の裁判官を務めるミゲル・オテロと結婚した。夫婦間に子供はなく4人の養子を育て、1977年に同地の自宅で86歳で没した。

### 註釈
1. ↑  キャサリンが飛行訓練をしている期間内にアメリカの女流飛行家であるジュリア・クラーク（英語版）とハリエット・クインビーは相次いで飛行機事故で亡くなっており、当時の飛行機は女性にとって安全なものとは云えなかった[6]。
2. ↑  1916年12月15日、青山錬兵場で夜間飛行、16日に宙返り飛行を披露した。神戸、名古屋の公開飛行後、大陸へ渡った後、神戸、横浜で飛行後、1917年5月に離日した。
3. ↑  彼女は来日時は25歳であったが、櫛引の意向により19歳と紹介された[3]。
4. ↑  彼女に憧れた日本の女学生（大阪信愛高等女学校の女学生）2人が、女性飛行士志願のためにキャサリンと面会しようとしたという事例も発生した[8]。
5. ↑  日本では彼女の絵葉書が50種以上発行されている[9]。